# Хуан Баутіста Гаона
Хуан Баутіста Гаона (ісп. Juan Bautista Gaona Figueredo; 30 червня 1845, Асунсьйон, Парагвай — 18 травня 1932, Асунсьйон, Парагвай) — парагвайський політичний і державний діяч. Тимчасовий президент Парагваю.

## Біографія
З 18 жовтня 1904 по 8 грудня 1905  виконував обов'язки президента Парагваю. У грудні 1904 обіймав пост Міністра фінансів Парагваю. З 25 листопада 1910 до 17 січня 1911 — віцепрезидент держави.
Член радикального крила Ліберальної партії. Його президентство почалося у період правління Ліберальної партії, яке тривало понад 30 років.
1904 брав участь у поваленні президента Хуана Антоніо Ескурри.
Невдовзі після цього Ґаона відсторонений від влади поміркованими членами Ліберальної партії.